# 斑头绿拟啄木鸟
，是䴕形目拟啄木鸟科的一种鸟类。

## 特征
斑头绿拟啄木鸟体重约148.96克，翼长约125.6毫米，嘴峰长约32.2毫米，喙宽度约11.9毫米，喙厚度约14.3毫米，跗蹠长约28.5毫米，尾长约81.3毫米。斑头绿拟啄木鸟在其分布区内为留鸟，其栖息在密集的高大树木组成的森林中，食性为草食性，主要食物来源是水果。

## 亚种
- ：分布于印度西北部和尼泊尔至中国南部、缅甸、越南、北马来半岛。
- ：分布于爪哇和巴厘岛。[4]